# 谷口腆二
谷口 腆二（たにぐち てんじ、1889年〈明治22年〉2月15日 ‐ 1961年〈昭和36年〉2月12日)は、日本の医師、細菌学者。
新潟県長岡市出身。旧姓、藤田。医学博士（1923年）
大阪大学微生物研究所の設立に尽力し、第3代所長となった。設立においては、関西を代表する実業家、山口玄洞（やまぐち げんどう）の支援を受けた。「喧嘩谷口」というあだ名で呼ばれた大阪大学医学部の昭和初期の「名物」研究者で、微生物病研究所の設立など大阪大学の研究機関としての地位向上に貢献した。山村雄一元大阪大学総長もその免疫学の授業について「体が震えるくらい興奮した」「斬新で魅力的であった」と記している。

## 経歴
1906年に新潟県立長岡中学校（旧制）を卒業。その後東京帝国大学に進学し、1914年に東京帝国大学医科大学を卒業した。
1925年（大正14年）、伝染病研究所に入り、細菌学、免疫学の研究に従事して欧米に留学する。1927年（昭和2年）、帰国後に大阪医科大学教授となる。
1951年(4月30日)から1952年（3月31日）まで大阪大学医学部長を務めた。
1943年（昭和18年）から1955年（昭和30年）まで微生物病研究所長を務める（第3代）。退官後は大阪大学名誉教授となった。

## 受賞歴
- 帝国学士院賞（1929年）
- 淺川賞（1958年）